# Delta Andromedae
Delta Andromedae (δ And) – jedna z jaśniejszych gwiazd w gwiazdozbiorze Andromedy (wielkość gwiazdowa: 3,27m). Odległa od Słońca o około 111 lat świetlnych. Jej wielkość absolutna wynosi 0,81m.
Jest to układ potrójny, w którym jaśniejszy składnik Delta Andromedae A jest pomarańczowym olbrzymem należącym do typu widmowego K3 III (zob. diagram Hertzsprunga-Russella). Składnik A jest równocześnie gwiazdą spektroskopowo podwójną z okresem obiegu obu ciał 15 000 dni (41 lat). Temperatura powierzchni tychże składników wynosi ok. 4000 K.
Delta Andromedae B znajduje się w odległości 28,7″ od centralnej pary, czyli co najmniej 900 au, a okres orbitalny wynosi ponad 20 tys. lat. Jest obiektem typu widmowego M2 o jasności 12,44m.
W odległości 48″ znajduje się kolejna gwiazda o jasności ok. 16m, nazywana czasem Delta Andromedae C, jednak jej ruch własny świadczy o tym, że nie należy do tego układu.